# Confederate
Confederate était un projet de série télévisée américaine créée par David Benioff et D. B. Weiss pour la chaîne HBO.

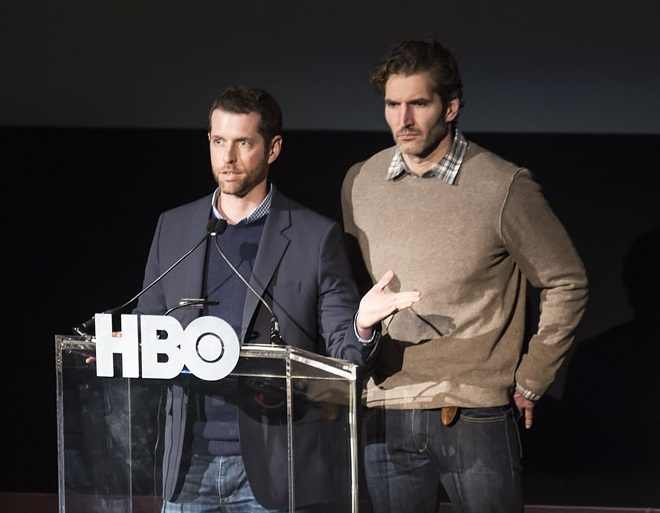
D. B. Weiss et David Benioff à la première au Cinerama de Seattle pour Game Of Thrones Saison 3 de HBO

Il s'agit d'une série télévisée réalisée par les créateurs de la série télévisée populaire Game of Thrones.
L'histoire se passe dans une uchronie suivant la guerre de Sécession, où les États confédérés d'Amérique ont remporté la guerre face à l'Union, donnant naissance à une nation dans laquelle l'esclavage reste légal et est devenu une institution moderne. Ce choix créé la polémique dans une Amérique marquée par une montée de l'extrémisme, à l'exemple de la manifestation Unite the Right de 2017,.
Le projet a été annoncé par HBO le 19 juillet 2017. En juillet 2019, Benioff et Weiss étaient à la recherche d'un nouveau diffuseur pour leurs futurs projets. HBO confirme en janvier 2020 que le projet a été abandonné.

## Annexe
- Uchronies sur la guerre de Sécession (en)